# Louis Visser
Pour les articles homonymes, voir Visser.
Louis Visser, né le 28 septembre 1998 à Oudtshoorn, est un coureur cycliste sud-africain.

## Biographie
Louis Visser commence le vélo à l'âge de 12 ans lors de randonnées cyclistes. Il est repéré par Corné Bence, président d'Eden Cycling, qui forme de jeunes cyclistes sud-africains.
En 2015, il remporte quatre médailles aux championnats d'Afrique juniors sur piste : une en or dans le scratch, et trois autres en argent. Sur route, il participe à plusieurs compétitions internationales en Europe avec l'équipe LEADout. L'année suivante, il court pendant trois mois en Espagne sous les couleurs d'un club cycliste de Colindres, avec lequel il obtient deux victoires. Il termine également premier junior classé de plusieurs épreuves nationales en Afrique du Sud.
En 2017, il est recruté par Dimension Data-Qhubeka, réserve de l'équipe World Tour Dimension Data. Vainqueur de deux courses nationales sud-africaines, il participe à la campagne européenne de l'équipe, principalement en Italie. En début d'année 2018, il dispute le Tour de l'Espoir, manche de la Coupe des Nations U23, où il se classe quatrième de la première étape puis neuvième le lendemain. 
Non conservé par Dimension Data-Qhubeka, il rejoint l'équipe continentale TEG en 2019. Avec elle, il remporte la Race for Victory, une course locale, ainsi qu'une étape du Tour de Windhoek, qu'il termine à la deuxième place. Il termine également cinquième du 100 Cycle Challenge et sixième du Challenge international du Sahara marocain, sur le circuit UCI.
En février 2020, il termine quatrième championnat d'Afrique du Sud et remporte le titre chez les espoirs.

## Palmarès sur route

### Par année
- 2016
  - Trofeo Júnior Ayuntamiento de Cervera del Pisuerga
  - Andra Mari Sari Nagusia juniors
- 2017
  - Timber Cycle Tour[11]
  - Eden Street Mile
- 2018
  - Stof en Teer[12]
- 2019
  - Race for Victory
  - 3e étape du Tour de Windhoek
  - 2e du Tour de Windhoek
- 2020
  -  Champion d'Afrique du Sud sur route espoirs

### Classements mondiaux
| Année           | 2019 | 2020 |
| --------------- | ---- | ---- |
| UCI Africa Tour | 94e  | 21e  |

## Palmarès sur piste

### Championnats d'Afrique
- 2015
  -  Champion d'Afrique de scratch juniors
  -  Médaillé d'argent de la course aux points juniors
  -  Médaillé d'argent de la poursuite par équipes juniors